# Феска
Фе́ска или Фе́с (тур. fes) — головной убор в восточных государствах и странах, в Северной Африке и других регионах.

## История
Феска представляет собой шерстяной колпак красного цвета с голубой или чёрной, шелковой, серебром или золотом перевитой кисточкой. Имеет первоначально византийское происхождение. Название колпака происходит от города Фес в Марокко, где было распространено производство этих головных уборов. С 1826 года феску ввели вместо тюрбана как форменный головной убор для османских чиновников и военных.
Население Западной Армении, в частности, его городская часть, как, например, в Ване, Васпуракане, носили войлочный красный фес с чёрной кисточкой; в Себастии у стариков он был синий или фиолетовый. Но во всех случаях вокруг него обматывали головной платок, концы которого, завязанные сзади узлом, свободно свисали. В Киликии носили фес, обмотанный несколькими повязками. У молодых кисточка феса была длинной и доходила до плеч. Иногда вместо неё к верхушке прикрепляли серебряное украшение.
Мода на европейскую одежду, начавшая распространяться в правление Махмуда II (1808—1839), не затронула феску, поскольку та идеально соответствовала ритуалу мусульманских молитвенных поклонов, в отличие от шляп с полями и т. п.
В боснийских частях армии Австро-Венгрии феска использовалась в качестве головного убора рядовых.
В Турции феска отменена при введении европейского костюма при Ататюрке в 1920-е годы (эта отмена получила название «шляпная революция», или «революция шляп», так как фески были заменены европейскими шляпами). С тех пор феска не является частью турецкой мужской одежды. В Италии мода на фески получила распространение после Крымской войны среди берсальеров, а под влиянием Итало-турецкой войны — также среди «чернорубашечников». При фашизме в 1920—1940-х годах фески чёрного цвета стали одним из символов этого движения. В Египте феска сохранилась до 1950-х годов. Также их носили и крымские татары в Крыму.
В сленговом обороте слово феска может использоваться как обозначение любого головного убора. Также феской называют вязаную шерстяную шапочку — часть водолазного снаряжения. 
Ранее лучшие фески изготавливались в Тунисе. Фабрикация фесок для вывоза на Восток существовала в Саксонии, Чехии, Моравии, Южной Франции и Швейцарии.